# Poliklet
Poliklet (okoli 480–420 pr. n. št.) je bil starogrški kipar iz Argosa v Grčiji. Njegovo grško ime je bilo latinizirano v Policletus, vendar prečrkovano tudi Polikleitos (stara grščina: Πολύκλειτος, "zelo priznan") in zaradi jotacije pri prehodu iz antike v moderno grščino Poliklitos ali Poliklitus. Imenoval se je Sikionius ("Sikionski") pri latinskih avtorjih, vključno s Plinijem starejšim, Cicerom in Ἀργείος ("Argejec", "iz Argosa") in drugimi, kot sta Platon in Pavzanij. Včasih ga imenujejo starejši, da se loči od sina, ki je bil pomemben arhitekt, a manj pomemben kipar.
Poleg atenskih kiparjev Fidije, Mirona in Praksitela je bil eden najpomembnejših kiparjev klasične antike. V katalogu iz 4. stoletja pr. n. št., ki ga pripisujejo Ksenokratu (Ksenokratov katalog), ki je bil Plinijev vodnik v umetnosti, je uvrščen med Fidijo in Mirona. 

## Življenje
Polikletovo poreklo je sporno. Medtem ko ga je Platon v svojem dialogu s Pitagoro imenoval Argejec,  ga je Plinij imenoval Sikiončan.  V Argosu ga je poučeval slavni kipar Ageladas. Zdi se, da je bilo njegovo nadaljnje delo povezano z Argosom. Njegovi sinovi, pa tudi njegovi učenci, so imenovani v pisnih virih "Argejcev".
Njegovi sinovi so bili vrstniki Periklejevih sinov iz Parala in Ksantipa  . Svoj vrhunec ustvarjalne moči je po Pliniju dosegel v času 90. olimpijade, okoli leta 420 pr. n. št.  V tem času je ustvaril podobo Here v Herajonu v Argosu iz zlata in slonovine, ki je morala biti zgrajena na novo po požaru leta 423. pr. n. št. . Poliklet je nekoliko mlajši sodobnik Fidije, rojen okoli 480 pr. n. št. Pisno izročilo po Heri iz Argosa ne pozna drugih del, verjetno je umrl v poznem 5. stoletju pred našim štetjem.
Okrog leta 440 pr. n. št. se je Poliklet preselil v Atene in postal Fidijev tekmec. Dobival je samo zasebna naročila, vendar je vpliv njegovega ritmičnega sloga postal odločilen zgled za klasično dobo.
Njegova šola je trajala vsaj tri generacije. Zapustil je številne učence. Znanih je 20 kiparjev, ki so izšli iz te šole in so posebni po uporabi načela ravnotežja in razmerja posameznih delov. Najbolj znana učenca sta bila Skopas in Lizip.
Njegov sin Poliklet mlajši je živel v 4. stoletju pr. n. št. Bil je tudi kipar, a največjo slavo je dosegel kot arhitekt. Projektiral je veliko gledališče v Epidavru.
Glavni pas asteroidov 5982 Polikletus je imenovan po Polikletu.

## Slog
Poliklet je skupaj s Fidijem ustvaril klasični grški slog. Čeprav ni ohranjeno nobeno njegovo izvirno delo, literarni viri, ki označujejo rimske marmorne kopije njegovih del, omogočajo rekonstrukcijo. Kontrapost je bila drža njegovih kipov, težišče je bilo na eni nogi, in je bil vir njegove slave.
Rafiniran detajl Polikletovih modelov, ki jih je izdelal v glini, je razkrit v znameniti pripombi, ponovljeni v Plutarhovih Moralijah, »delo je najtežje, ko je glina pod nohtom«. 

## Kanon in simetrija
Poliklet je zavestno ustvaril nov pristop h kiparstvu in napisal razpravo o proporcih (Kanon) in oblikovanje golih moških s ponazoritvijo njegove estetske teorije matematičnih osnov umetniške popolnosti. Ti izrazi so spodbudili Kennetha Clarka, da ga je uvrstil med »velike puritance umetnosti« : Polikletov kiparski kanon je dobil svoje ime, ker je imel natančno simetrijo vseh delov med seboj.  »Njegov splošni cilj je bil jasnost, ravnotežje in popolnost, njegov edini medij komunikacije z golim telesom športnika, ki je stal pripravljen med gibanjem in oddihom,« opazuje Kenneth Clark.  Čeprav je njegov Doriforos verjetno predstavljal kanon, izvirni bronast kip ni ohranjen. Sklicevanje na to v drugih antičnih spisih pa je pomenilo, da so bila njegova glavna načela izražena z grškimi besedami symmetria, Hipokratovo načelo isonomia ("ravnovesje") in rhythmos. »Popolnost, je dejal, je prišla malo po malo (para mikron) z več številkami«.  Poliklet je menil, da bi moral biti kip sestavljen iz jasno določljivih delov, ki so vsi med seboj povezani s sistemom idealnih matematičnih razmerij in v ravnotežju.
Postopek se začne z enim delom, kot zadnjim (distalnim) členkom mezinca, ki se obravnava kot ena stran kvadrata. Z vrtenjem te kvadratove diagonale daje 1: √2 pravokotnik, ki je primeren za naslednji (medialni) členek. Postopek ponavljamo, da bi dobili naslednji členek, nato (cel prst), da bi dobili dlan; nato pa z uporabo cele roke, da bi dobili podlaket do komolca, potem podlaket, da bi dobili nadlaket. 

## Dela
Polikletov kip Ranjena Amazonka v Efezu je nastal za tekmovanje s Fidijo, Krezilasom in drugimi.  Njegov je velikanski kip Here iz zlata in slonovine, ki je stal v Herajonu, templju v Argosu, in ga primerjajo s Fidijevim Olimpskim Zevsom. Prav tako je izklesal znameniti bronasti kip golega moškega znan kot Doriforos ("Kopjenosec"), ki pomeni teoretično raziskovanje porazdelitve energije med ude. Ohranjen je v obliki številnih rimskih marmornih kopij. Nadalje so Polikletu pripisani Diskoforos ("Nosilec diska"), ki ima obe stopali trdno na tleh, Diadumenos ("Mladenič z oglavnico")  in Hermes. Po Pliniju so bili naenkrat postavljeni v Lizimaheji (Trakija). Polikletov Astragalizontes ("Fantje kockajo") je bil pri cesarju Titu na častnem mestu v njegovem atriju. 

### Doriforos
Doriforos ali Kopjenosec je najbolj znan Polikletov kip, s katerim je umetnik postavil kanon moške lepote v grškem kiparstvu, posebej zaradi idealnih proporcev telesa –  grški kanon.
Z Doriforosom je Poliklet utelesil svojo teoretično knjigo o umetnosti. Kopija iz Pompejev je najbolje ohranjena, manjka ji samo kopje v levi roki. Na njej se vidi kontrast med napeto levo roko na kopju in ohlapnost desne, ki prosto visi – prvič pri nekem kipu v zgodovini! Leva noga je upognjena v kolenu in položena na kroglo na tleh, nakazuje predhodni ali naslednji gib. Kip kaže poseben motiv koraka, ko teža telesa počiva na eni nogi, medtem ko je druga razbremenjena (kontrapost). Prenašanje teže telesa na eno nogo pogojuje pravokoten položaj bokov, ki mu ustreza lega spuščenih ramen. Ta gib oživlja vse dele telesa.
Po prevladovanju arhajskega tipa kurosa in prehodnih oblik je ta Poliklejtov "izum" izzval popolno osvoboditev človeškega lika. Za Polikleta in druge grške kiparje 5. st. pr. n. št. je bila lepota sinonim za dobro. Kiparji so iskali matematično definicijo lepote, ki se lahko uporabi na človeškem kipu s ciljem, da ustvarijo dovršenost (idealizem) v kiparski obliki.

### Diadumenos
Diadumenos ("Mladenič z oglavnico") je skupaj z Doriforosom eden od treh najbolj znanih Polikletovih kipov oziroma ustvaril model za prihodnja dela starogrškega kiparstva, ki prikazujejo idealizirano podobo mladeniča prepričljivo naturalistično.
Diadumenos je bil zmagovalec športnih tekmovanj, še vedno gol, a prikazan, kako dviguje roke, da bi si zavezal lovoriko oziroma trak, ki prikazuje zmagovalca. Izvirna različica iz leta 420 pr. n. št. je imela trak iz brona. Kip stoji v kontrapostu s težo na desni nogi z levo nogo blago upognjeno in glavo nekoliko v desno, samozadovoljno in zamišljeno. Fidija je izdelal podoben kip zmagovalca tekmovanja v Olimpiji. Podobne kipe sta naredila tudi Lizip in Skopas.

## Galerija
- Diadumenos, rimska marmorna kopija, Narodni arheološki muzej, Atene
- Diskoforos, Britanski muzej, London